# 津市立みさとの丘学園
津市立みさとの丘学園（つしりつ みさとのおかがくえん）は、三重県津市美里町三郷にある公立の義務教育学校。岐阜県羽島市の羽島市立桑原学園、大野郡白川村の白川村立白川郷学園と並び、東海3県で初めての義務教育学校として2017年（平成29年）4月に開校した。
中1ギャップの解消と英語教育の充実を学校運営の目標に掲げている。開校時の児童・生徒数は286人である。

## 歴史
津市美里地域（旧安芸郡美里村）では少子化の影響で児童数が減少してきたため、域内の長野小学校・高宮小学校・辰水小学校の3校を統合することが検討されてきた。2007年（平成19年）度に検討を開始し、2013年（平成25年）度には津市全域で小中一貫教育を推進していく方針が示されたため、3小学校に加え美里中学校を含めて施設一体型の小中一貫校を設置することとし、2016年（平成28年）4月の開校を目標に掲げた。こうした中、地元からの要望と学習環境の整備を理由として、2017年（平成29年）4月に開校時期を遅らせることを決定し、2016年（平成28年）の学校教育法改正に伴い義務教育学校が法制化されたことを受け、義務教育学校とすることが決まった。新校名は2016年（平成28年）3月の津市議会で「みさとの丘学園」とすることが議決された。校地は美里中学校を活用することとし、9億円をかけて校舎を増築し、エアコンも設置された。
2017年（平成29年）3月25日に長野小・高宮小・辰水小・美里中の閉校式が挙行され、各校で在校生・卒業生による校歌斉唱や校旗の返納が行われた。3月31日に4校が閉校した。そして4月1日にみさとの丘学園が開校し、4月6日に開校式と始業式を挙行、4月7日に入学式が行われた。開校式・始業式と同日に行われたスタートアップセレモニーには従来通りであれば中学1年生になるはずだった7年生が出席し、上級生からネクタイとリボンを受け取った。新7年生の中には「中学生になりたかった」と漏らす生徒もいたという。

## 施設
敷地面積は28,314m2、建物面積は5,190m2で、建物は鉄筋コンクリート構造一部木造である。開校後にプールを設置予定であるため、敷地面積は拡大する見通しである。
校地は旧美里中学校を活用し、建物は旧中学校校舎を増築して利用している。旧美里中学校は大建設計の設計により2003年（平成15年）に竣工し、文教施設協会の協会賞施設計画部門を2005年（平成17年）に受賞した。

## 特色
みさとの丘学園では義務教育の9年間を小学校相当の前期課程と中学校相当の後期課程に分け、さらに前期課程を4年と2年に分割する「4・2・3制」を採用する。（それぞれホップステージ、ステップステージ、ジャンプステージと位置付けている。）前期課程は45分授業、後期課程は50分授業であるため、チャイムは始業時のみ鳴動する。9年間を通して教育することで、不登校などが増える「中1ギャップ」の軽減とゆとりある教育の実現が期待されている。開校時の教育目標は「学びあい、認めあい、高めあってたくましく生きる児童・生徒の育成」である。他の小中学校と同様に、前期課程は私服登校、後期課程は制服登校となる。
学校独自科目として、美里地域について学習する「美里創造学習」を設定している。

### 英語教育の重視
みさとの丘学園では9年間をかけて丁寧な英語教育を実施する方針である。例えば前期課程1年生から年12 - 15コマの英語の授業を実施し、前期課程5・6年生には学習指導要領の2倍に相当70時間を割いている。
また校歌の3番の歌詞をすべて英語にするという三重県で初めての試みを行っている。開校前の2017年（平成29年）3月8日には校歌の歌唱練習が行われ、英語歌詞の発音指導なども施された。なお日本語歌詞の作詞は演出家の鳴海康平、英語歌詞の作詞は美里中卒業生の保護者であるエドワード・スクラグス、作曲は美里中卒業生の村治聖子が担当した。

## 学校行事
入学式は前期課程1年生に対してのみ行い、後期課程7年生には「スタートアップセレモニー」と称する簡略化した式典を実施する。スタートアップセレモニーでは、後期課程7年生が、8年生からネクタイとリボンを受け取り着用する。なお「4・2・3制」を採るため、スタートアップセレモニーは、前期課程5年生に対しても実施される。卒業式は、後期課程9年生に対して行い、前期課程6年生には、修了式を実施し、修了証書を授与される。
体育祭（運動会）は、全学年合同で行う。児童会と生徒会は、行事により、合同で活動したり、別々に活動したりする。PTAは、前期課程・後期課程別ではなく、一つの組織で活動している。文化行事は、前期課程が「美里創造学習発表会」、後期課程が「文化祭」として別々に開催し、修学旅行は、前期課程6年生と後期課程9年生がそれぞれ別日程で実施する。

## 通学区域
出典
- 美里町五百野、美里町足坂、美里町三郷、美里町南長野、美里町北長野、美里町平木、美里町桂畑、美里町家所、美里町穴倉、美里町高座原、美里町日南田、美里町船山

## 交通
3つの小学校の学区を再編したため、前期課程の児童のためにスクールバスが運行される。後期課程の生徒は基本的に自転車通学を行う。